# Krasnosielc (gmina)

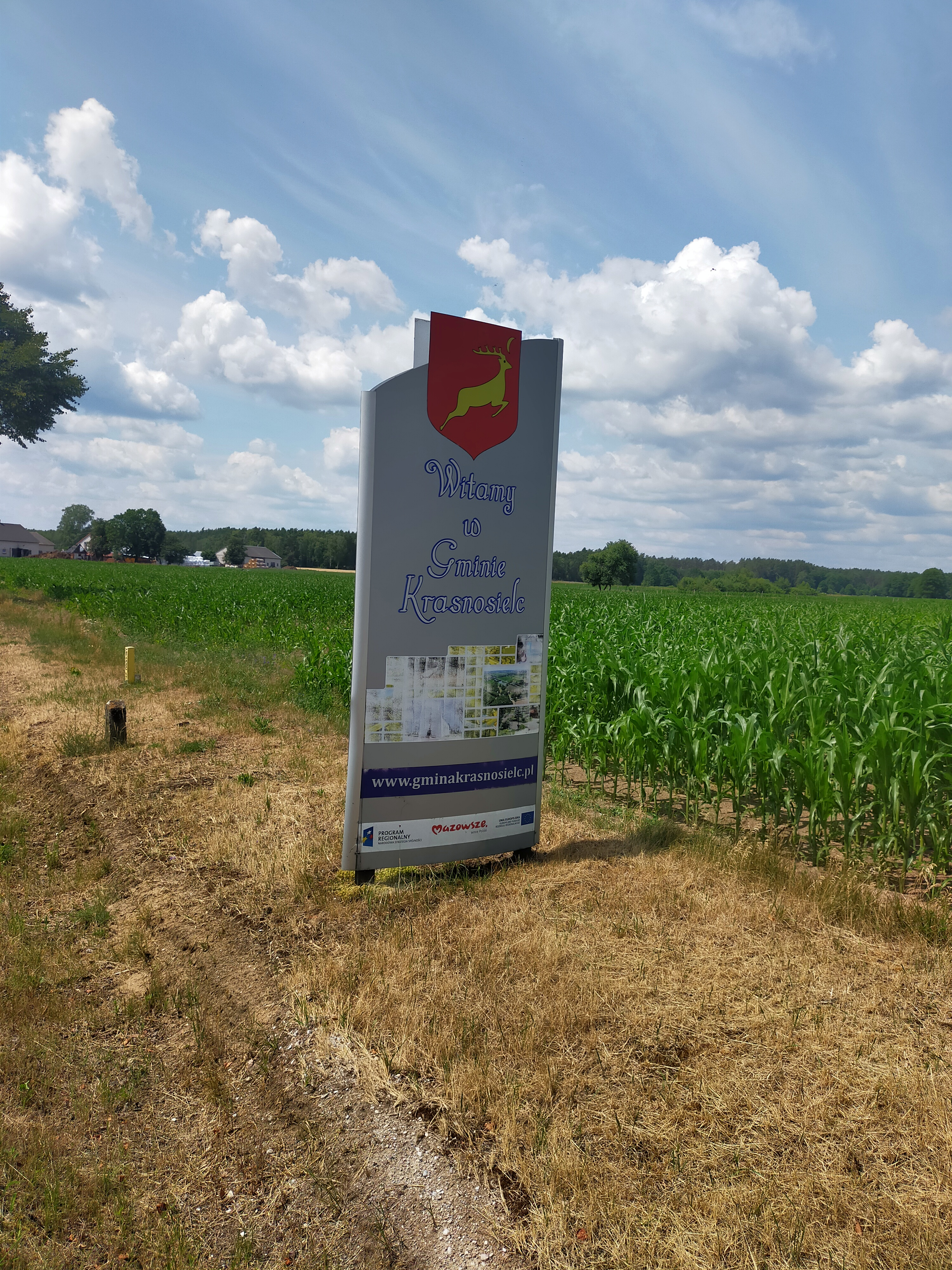
Tablica znajdująca się przy wjeździe na teren gminy Krasnosielc

Krasnosielc (do 1868 gmina Sielc II, 1868-70 gmina Biełosielc) – gmina wiejska w województwie mazowieckim, w powiecie makowskim. W latach 1975–1998 gmina położona była w województwie ostrołęckim.
Siedziba gminy to Krasnosielc.
Według danych z 30 czerwca 2004 gminę zamieszkiwały 6562 osoby.

## Struktura powierzchni
Według danych z roku 2002 gmina Krasnosielc ma obszar 166,96 km², w tym:
- użytki rolne: 68%
- użytki leśne: 29%

Gmina stanowi 15,68% powierzchni powiatu.

## Demografia
Dane z 30 czerwca 2004:
| Opis                              | Ogółem | Ogółem | Kobiety | Kobiety | Mężczyźni | Mężczyźni |
| --------------------------------- | ------ | ------ | ------- | ------- | --------- | --------- |
| Jednostka                         | osób   | %      | osób    | %       | osób      | %         |
| Populacja                         | 6562   | 100    | 3227    | 49,2    | 3335      | 50,8      |
| Gęstość zaludnienia [mieszk./km²] | 39,3   | 39,3   | 19,3    | 19,3    | 20        | 20        |

DANE DLA GMINY (2005, GUS) Ludność: 6.99 tys.

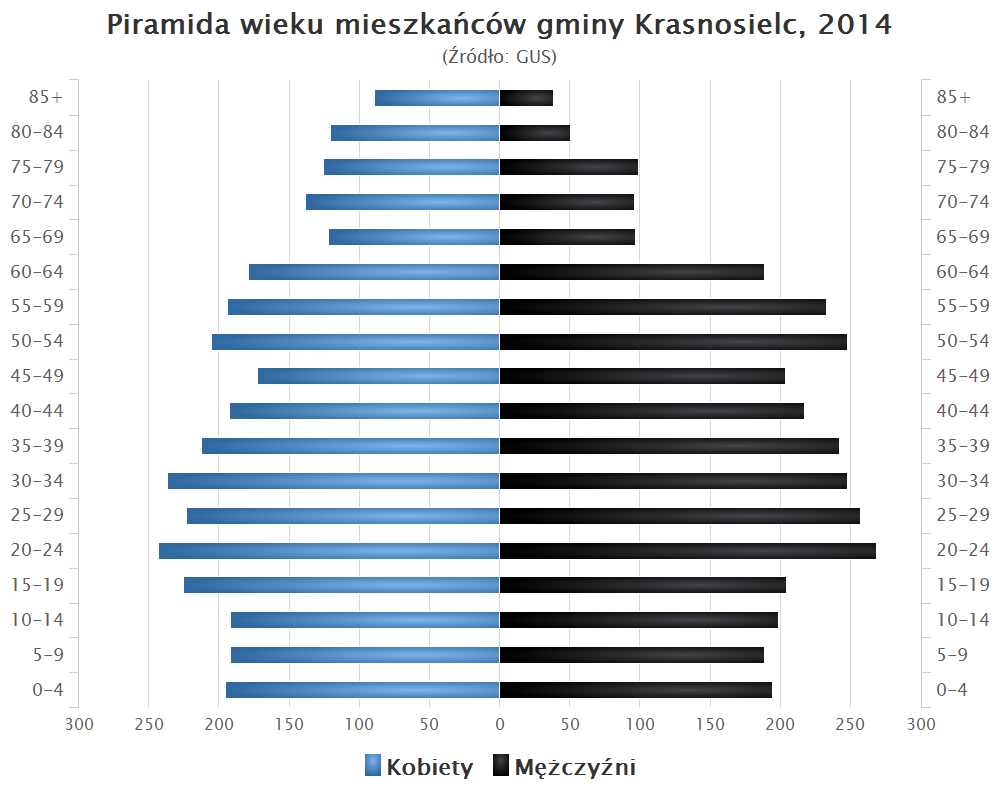
Piramida wieku mieszkańców gminy Krasnosielc w 2014 roku

## Sołectwa
Amelin, Bagienice-Folwark, Bagienice Szlacheckie, Biernaty, Budy Prywatne, Chłopia Łąka, Drążdżewo, Drążdżewo-Kujawy, Drążdżewo Małe, Elżbiecin, Grabowo, Grądy, Karolewo, Krasnosielc, Krasnosielc Leśny, Łazy, Niesułowo (wsie: Pach i Niesułowo-Wieś), Nowy Krasnosielc, Nowy Sielc, Papierny Borek, Perzanki-Borek, Pienice, Przytuły, Raki, Ruzieck, Wola-Józefowo, Wola Włościańska, Wólka Drążdżewska, Wólka Rakowska, Wymysły, Zwierzyniec.
Pozostałe miejscowości podstawowe to wsie:  Pach i Sulicha oraz osady: Jasieniec, Karłowo, Klin, Pieczyska, Róg, Sławki, Suche,  Wykno i Załogi.

## Sąsiednie gminy
Baranowo, Jednorożec, Olszewo-Borki, Płoniawy-Bramura, Sypniewo